# Krummer Berg

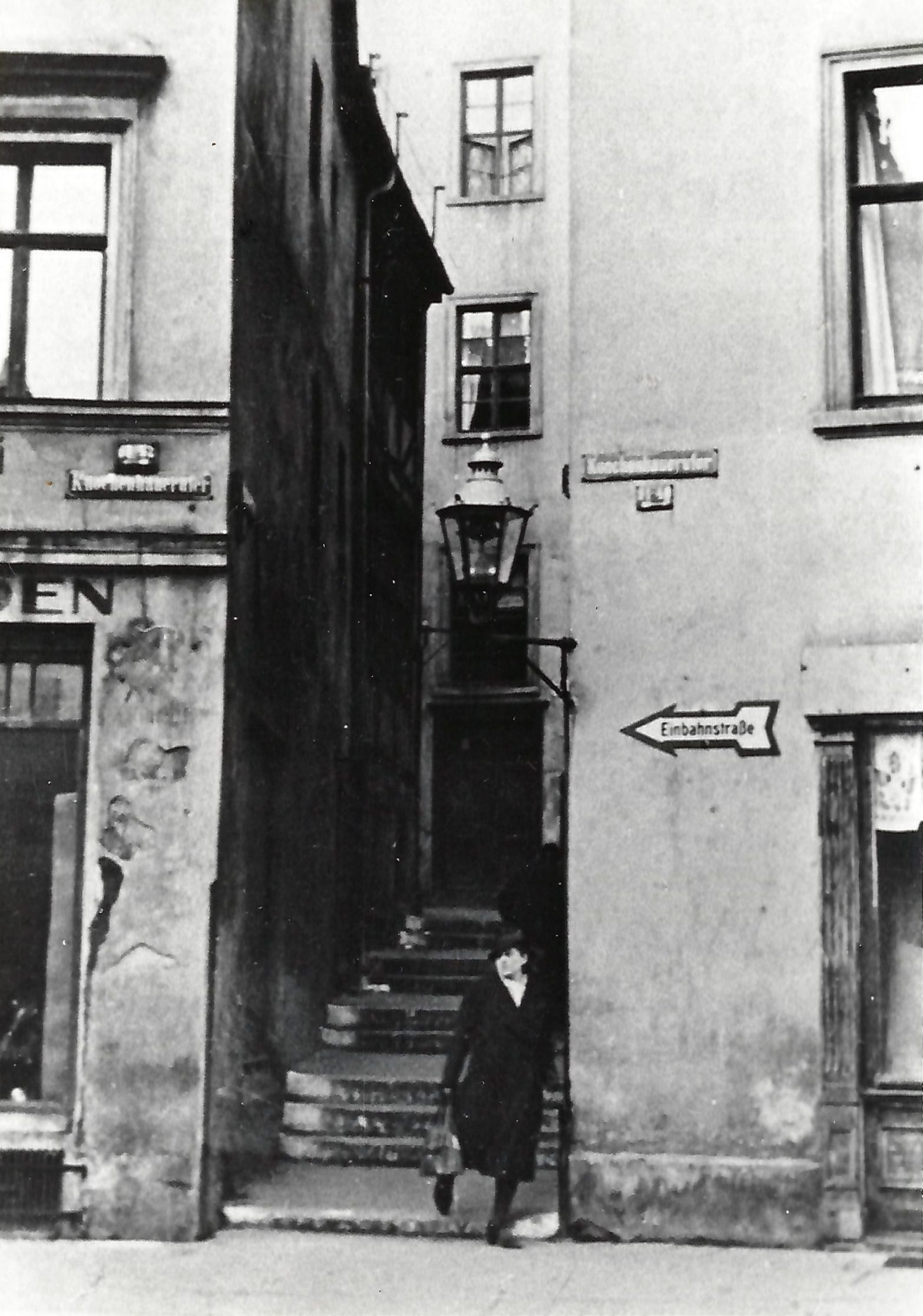
Zugang vom Knochenhauerufer zum Krummen Berg

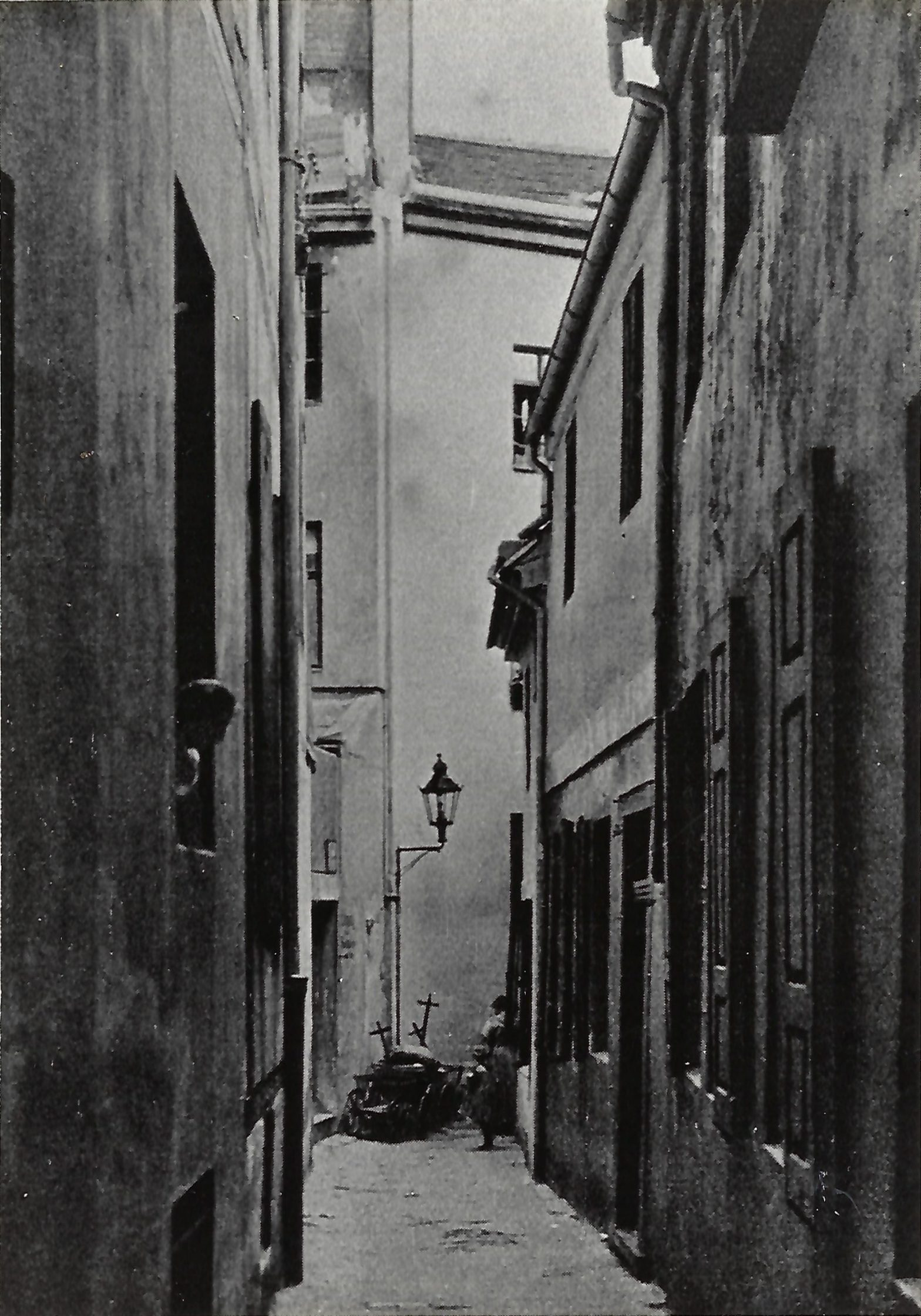
Blick durch den Krummen Berg

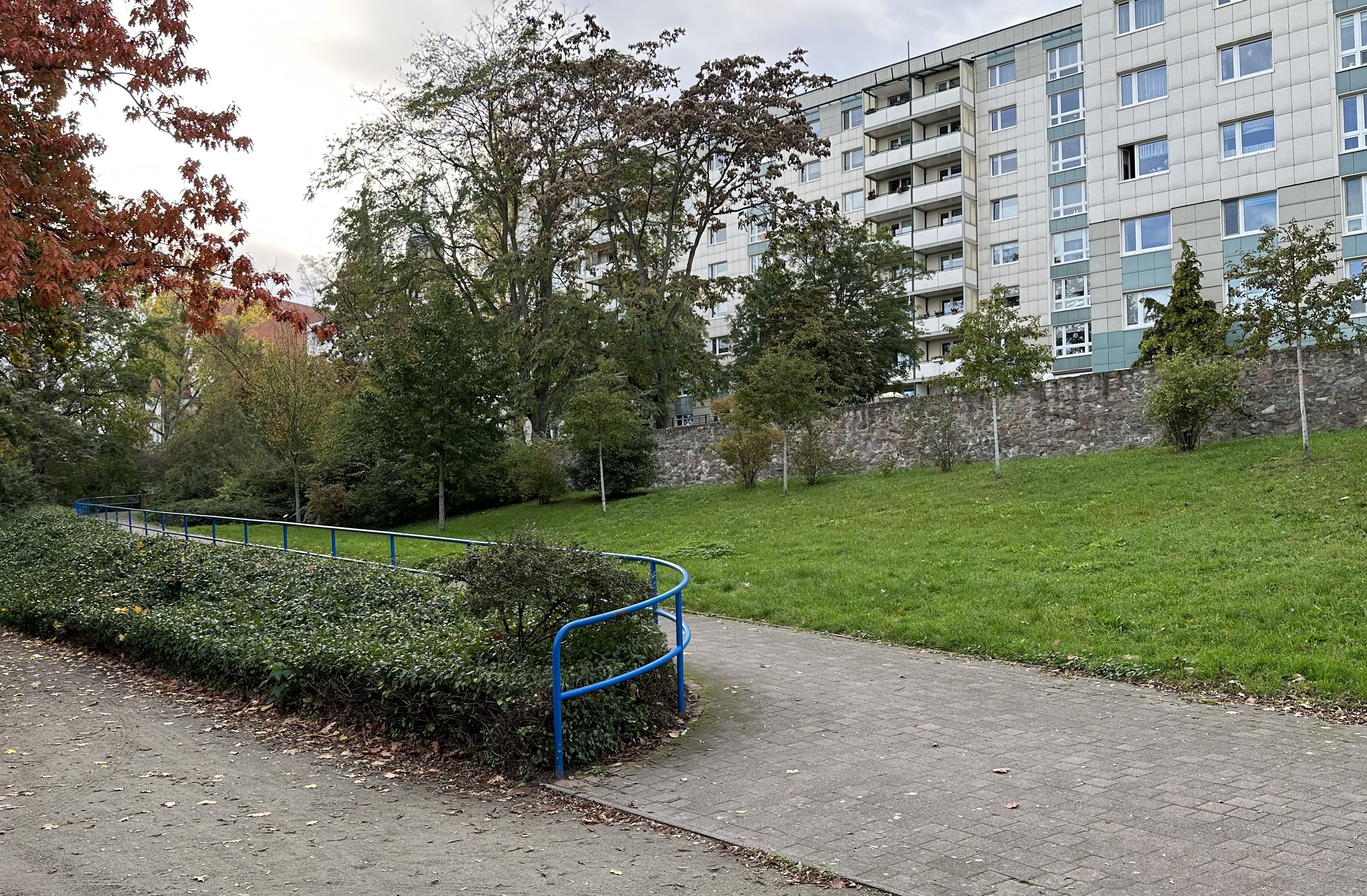
Einmündung des Krummen Bergs auf das Knochenhauerufer, 2023

Der Krumme Berg war eine Straße in Magdeburg im heutigen Sachsen-Anhalt. Nach Zerstörungen im Zweiten Weltkrieg wurde die Straße aufgegeben.

## Lage und Verlauf
Die sehr schmale Straße befand sich in der Magdeburger Altstadt im sogenannten Knattergebirge, einem Wohngebiet, das vor dem Zweiten Weltkrieg als eines der am dichtesten bebauten Wohngebiete Europas galt. Als Teil der Magdeburger Altstadt erstreckte es sich am Elbhochufer zwischen der Lukasklause im Norden, der Jakobstraße im Westen und der Johanniskirche im Süden. Die Elbe begrenzte das Areal im Osten. Sie führte gewunden von der Stephansbrücke in nordöstlicher Richtung hinab zum Knochenhauerufer. Die Westseite lag gegenüber der Einmündung der Spiegelbrücke auf die Stephansbrücke. Auf der Ostseite schloss sich gegenüber die Packhofstraße in Richtung Elbe an.
Die Hausnummerierung verlief am südwestlichen Ende beginnend mit der Nummer 1 auf der Südseite aufsteigend nach Osten bis zur Nummer 3. Auf der Nordseite des Krummen Bergs befand sich am Ostende die Nummer 3a, westlich hiervon die Nummer 4. Die Eckhäuser gehörten jeweils zu den angrenzenden Straßen.
Heute ist der Bereich des Krummen Bergs Teil einer ausgedehnten Grünanlage, die sich entlang von Stephansbrücke und Knochenhauerufer erstreckt. Auf dem historischen Gebiet des Krummen Bergs ist jedoch ein Weg angelegt, der den ursprünglichen Verlauf nachvollzieht. Er ist allerdings unbenannt.

## Geschichte
Der Krumme Berg galt als die engste und krummste Gasse der Magdeburger Altstadt. Ältester bekannter Name war 1552 Schöppenstul im Sinne von Schiffstuhl, (niederdeutsch schippstul), wobei Stuhl für Erhöhung bzw. Berg steht. Otto von Guericke nannte ihn 1632 Schüpstul. 1684 wurde in einem Kaufvertrag der Name Schiffstuhl verwandt. Der Name Schöppenstul wurde später häufig als Schöppenstuhl missverstanden, woraus sich unrichtige Vermutungen ergaben, der Bereich der Gasse sei ein früher Standort des Magdeburger Schöppenstuhls gewesen. Eine andere unzutreffende Annahme betrachtete den Schüpstuhl als eine Form des Prangers.
Im Jahr 1691 wurde die Gasse im Zuge der Errichtung des Hauses Stephansbrücke 6 an der Nordwestecke verbreitert.
1709 wurde die Gasse Schifferberg und 1780 Schiffersteg genannt. Vor Anlage des Durchbruchs von der Johannisbergstraße zur Werftstraße, war die Gasse als Teil des Wegs von der Spiegelbrücke über die Packhofstraße, früher Schifferstraße, ein Bestandteil der kürzesten Verbindung zwischen dem Alten Markt und dem Alten Packhof. Noch in der ersten Hälfte des 19. Jahrhunderts bezeichneten Anlieger des Krummen Bergs in einer Eingabe an den Magistrat den Krummen Berg als wichtige Verkehrsstraße. Der alte Name der Gasse ergab sich daher aus dem Umstand, dass die Schiffer die Gasse auf dem Weg zum und vom Markt nutzten.
Im 18. Jahrhundert wurde dann der Name Katzensteg genutzt. Dieser Name war zuvor für eine nördlich verlaufende parallele Straße genutzt worden und wurde nach deren Einziehung auf den ähnlich krummen und engen Krummen Berg angewandt. Seit 1800 setzte sich dann in der Zeit bis 1807 der Name Krummer Berg durch.
Während des Zweiten Weltkriegs wurde auch der Bereich des Krummen Bergs zerstört. In der Zeit der DDR erfolgte ein Wiederaufbau der Innenstadt, der sich in weiten Teilen nicht an die historische Stadtstruktur hielt. Der Krumme Berg wurde dabei aufgegeben und Teil einer ausgedehnten Grünfläche. Der an seiner Stelle jedoch angelegte Parkweg blieb unbenannt. Im Jahr 2009 gab es eine Initiative der Ratsfraktion Bündnis 90/Die Grünen zur Wiederbenennung mehrerer historischer Wegebeziehungen, darunter auch des Krummen Bergs. Eine Beratung in der Arbeitsgruppe Straßennamen und Hausnummern und darauf aufbauend auch eine Stellungnahme der Stadtverwaltung Magdeburg fiel jedoch negativ aus. Der Antrag wurde daraufhin zurückgenommen.

## Historische Häuser des Krummen Bergs
| Hausnummer | Name | Bemerkungen | Gewerbliche Nutzung vor der Zerstörung | Bild |
| ---------- | ---- | --- | -------------------------------------- | ---- |
| 1          |      | 1631 gehörte das Haus Peter Klietzing. Er war auch 1651 noch Eigentümer, das Grundstück wurde jedoch, vermutlich in Folge der Zerstörung Magdeburgs im Jahr 1631, als wüst beschrieben. Im Jahr 1681 gehörte das inzwischen mit einem Häuslein bebaute Grundstück dem Grützmüller Michael Kranester (auch Granaster), 1683 dann bereits seinen Erben. 1702 stand es im Eigentum des Bäckers Pierre Couriol. 1718 und 1724 wurde seine Witwe als Eigentümerin genannt. |                                        |      |
| 2          |      | 1631 und 1651 war Erdmann Hagenau Eigentümer des Hauses. Ihm folgte Albrecht Fischer nach, der die Stätte für 20 Taler im Jahr 1664 an den Grützmüller Martin Jost verkaufte. Jost errichtete ein Häuslein, zuletzt wurde er 1683 erwähnt. Im Jahr 1704 gehörte es dem Nadelmacher Jacques Boudet. 1713 und 1715 wurde der Strumpfwirker Henri Girard aals Eigentümer genannt. Ihm folgte der Schneider Thomas Wäger, der das Gebäude für 323 Taler im Jahr 1718 an den Accisebedienten Christian Bögelsack verkaufte, der bis 1734 Eigentümer blieb. Die bauliche Situation war schwierig. 1926 wurde starker Schimmel- und Rattenbefall in einer dunklen und feuchten Wohnung beklagt. |                                        |      |
| 3          |      | Im Jahr 1631 gehörte es Peter Schwarz. Wohl nach der Zerstörung von 1631 lag das Grundstück lange wüst. In der Zeit nach 1651 gehörte die Stätte dem Kürschner Johann Waldorn. Im Jahr 1718 gehörte das Haus der Witwe von Jean Martins. |                                        |      |
| 3a         |      | Im 19. Jahrhundert von einem Nachbargrundstück abgesondert. |                                        |      |
| 4          |      | Im 19. Jahrhundert von einem Nachbargrundstück abgesondert. |                                        |      |